# Adolf Joffe

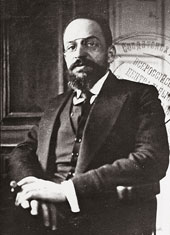

Adolf Abramovitsj Joffe (Russisch: Адольф Абрамович Иоффе) (Simferopol, 10 oktober 1883 – Moskou, 16 november 1927) was een communistische revolutionair, een bolsjewiekse politicus en Sovjet-diplomaat van Karaïtisch-joodse afkomst.

## Levensloop

### Revolutionaire carrière
Joffe werd geboren in de Krim (toen nog onderdeel van het Keizerrijk Rusland). Hij kwam uit een rijke familie. In 1900 werd hij, terwijl hij nog op de middelbare school zat, een sociaaldemocraat. Hij werd in 1903 formeel lid van de Russische Sociaaldemocratische Arbeiderspartij. In 1904 werd Joffe naar Bakoe gestuurd, waar hij echter moest vluchten om te voorkomen dat hij werd gearresteerd. Hij werd toen naar Moskou gestuurd, maar moest ook daar vluchten, ditmaal naar het buitenland. Na de gebeurtenissen van Bloedige Zondag op 6 januari 1905 keerde Joffe terug naar Rusland. Daar nam hij actief deel aan de Russische Revolutie van 1905. Begin 1906 was hij gedwongen om te emigreren naar Berlijn tot aan zijn uitzetting door Duitsland in mei 1906.
In Rusland had Joffe nauwe banden met de mensjewieken-tak van de Russische Sociaaldemocratische partij. Nadat hij in mei 1906 naar Wenen verhuisde, ontwikkelde hij nauwe banden met Leon Trotski’s positie. Hij hielp Trotski met de publicatie van Pravda van 1908 tot 1912, terwijl hij medicijnen en psychoanalyse studeerde. Hij gebruikte tevens zijn familiefortuin om de Pravda financieel te steunen.
In 1912 werd Joffe gearresteerd bij een bezoek aan Odessa, en 10 maanden opgesloten alvorens te worden verbannen naar Siberië.

### Revolutie in 1917
In 1917 keerde Joffe, die door de Februarirevolutie ontkwam aan zijn verbanning, terug naar de Krim. Daar werd hij door sociaaldemocraten naar de hoofdstad, Petrograd gestuurd als hun vertegenwoordiger. Al snel kreeg hij echter een internationalistische revolutionaire positie, wat het voor hem onmogelijk maakte om in een organisatie te blijven die werd gedomineerd door de minder radicale mensjewieken. Derhalve spande hij samen met Trotski, die net was teruggekeerd uit het buitenland.
In mei 1917 voegden Joffe en Trotski zich tijdelijk bij de mezjrajontsy, die zich samenvoegden met de bolsjewieken tijdens het 5e congres van de bolsjewieken gehouden tussen 26 juli en 3 augustus 1917. Op het congres werd Joffe verkozen tot kandidaat-lid van het Centrale Comité. Twee dagen later maakte het Comité, waarvan de meeste leden in de gevangenis zaten of onder waren gedoken, Joffe tot permanent lid. Op 20 augustus werd hij lid van de redacteursraad van de Pravda.
Joffe leidde de bolsjewiekse partij in de Doema van Petrograd in de herfst van 1917, en was een van Doema’s afgevaardigden op de Democratische conferentie tussen 14 en 22 september dat jaar. Hoewel Joffe, samen met Lenin en Trotsky, tegen de deelname van de bolsjewieken aan het pre-parlement waren, werd Joffe toch door de bolsjewieken aangesteld als lid van dit parlement. Toen twee weken later echter de meer radicale boljeswieken de overhand kregen in dit pre-parlement, stapte Joffe op.
In oktober 1917 steunde Joffe Lenins en Trotski's revolutionaire positie tegen Grigori Zinovjevs en Lev Kamenevs meer moderate positie. Joffe diende als voorzitter van het Militair Revolutionair Comité van Petrograd, dat op 25 en 26 oktober 1917 de voorlopige regering omver wierp.
Op 7 november 1917 was Adolf Joffe met zijn vrouw aanwezig op het Smolny-instituut in Petrograd (het hoofdkwartier van de Partij en het toenmalige zenuwcentrum van de revolutie), toen van daaruit de bolsjewistische staatsgreep werd geleid die de Sovjets die dag aan de macht bracht en vanuit dit instituut dezelfde dag het bestaan van het nieuwe Sovjet-regime wereldkundig maakte.

### Brest-Litovsk
Van 30 november 1917 tot januari 1918 was Joffe het hoofd van de Sovjet-delegatie die een bezoek bracht aan Brest-Litovsk om te onderhandelen over een einde aan het vijandschap met Duitsland.
Hoewel Joffe een verdrag voor een staakt-het-vuren tekende met de centrale mogendheden op 2 december 1917, steunde hij wel Trotski bij diens weigering om een permanent vredesverdrag te tekenen in februari. Toen de Vrede van Brest-Litovsk werd getekend op 23 februari 1918, bleef Joffe lid van de Sovjet-delegatie die tegen het verdrag was.
Joffe bleef in Petrograd toen de Sovjet-overheid naar Moskou verhuisde. Hij tekende het Sovjet-Duitse aanvullende verdrag op 27 augustus 1918. Op 6 november 1918, dagen voor de Novemberrevolutie, werd Joffes delegatie geweigerd in Berlijn omdat zij een communistische opstand aan het voorbereiden zouden zijn.

### Diplomatieke carrière
In 1919-1920 was Joffe lid van de Raad van Arbeid en Verdediging en de Raad van Volkscommissarissen. Hij werd niet herkozen tot lid van het Centrale Comité tijdens het 8e partijcongres in maart 1919. In oktober 1920 overlegde hij voor een wapenstilstand met Polen, en vredesverdragen met Estland, Letland en Litouwen. In 1921 tekende hij de Vrede van Riga met Polen, en maakte zo een einde aan de Pools-Russische Oorlog. Tevens werd hij assistent-voorzitter van de Turkestaanse commissie van de VTsIK.
Joffe was een van de afgevaardigden van de Sovjet-Unie tijdens de Conferentie van Genua in februari 1922. Kort hierop werd hij ambassadeur in China. In 1923 tekende Joffe een verdrag met Sun Yat-Sen in Shanghai om de Kwomintang te helpen, onder aanname dat deze zou samenwerken met de Communistische Partij van China. In juni 1923 reisde Joffe naar Japan om te onderhandelen over de Sovjet-Japanse relaties. De onderhandelingen waren lang en moeilijk, en werden afgebroken toen Joffe zwaar ziek werd en terug moest naar Moskou. Na te zijn hersteld vertegenwoordigde hij de Sovjet-Unie in het Verenigd Koninkrijk in 1924, en Oostenrijk in 1924-1926. In 1926 zorgde zijn slechte gezondheid ervoor dat hij zich moest terugtrekken uit de politiek. Joffe was geschokt door de richting die Rusland in de jaren twintig was ingeslagen. In plaats van de langgedroomde maatschappij die vrij was van klasseprivileges, was er de steeds fermere greep van de Partij en de politie, in plaats van een utopia van vrij intellectueel onderzoek, werden lijsten vol met verboden boeken uit de bibliotheken verwijderd etc. Stalin verbood hem zijn memoires te publiceren, ontzegde hem medische verzorging en verhinderde hem om op eigen kosten in het buitenland medische hulp te krijgen.

### Dood
Eind 1927 was Joffe zwaar ziek, en mocht zijn bed niet verlaten. Nadat de stalinistische regering weigerde hem naar het buitenland te sturen voor behandeling en Trotski uit de Communistische Partij werd gezet, pleegde Joffe op 16 november 1927 zelfmoord. Hij liet een afscheidsbrief achter gericht aan Trotski, maar deze werd onderschept door de geheime dienst en later door stalinisten gebruikt om zowel Joffe als Trotski in diskrediet te brengen. Zijn afscheidsbrief is een gedenkwaardig document waarin hij onder meer stelde: 
Mijn dood is een gebaar van protest tegen degenen die de Partij hebben teruggebracht in zo'n toestand dat ze absoluut niet in staat is te reageren op deze schanddaad (Trotski's en Zinovjevs verwijdering uit het Centraal Comité door Stalin).
 Trotski’s toespraak op Joffes begrafenis was zijn laatste publieke toespraak in de Sovjet-Unie.
Joffes dochter, Nadezjda Joffe, overleefde Stalins gevangenissen en werkkampen. Ze publiceerde nadien een memoire over haar vader: Back in Time: My Life, My Fate, My Epoch.